# Antiblemma rubida
Antiblemma rubida là một loài bướm đêm trong họ Erebidae.